# Иларион (Роганович)
Митрополит Иларион II (в миру Илия Роганович, серб. Илија Рогановић; 12 июля 1828 — 15 января 1882) — епископ и предстоятель Черногорской митрополии с титулом «митрополит Черногорско-Брдский».

## Епископ
Родился 12 июля 1828 года в Подгорице в семье Джуры и Марии, урождённой Маркович. Грамоте учился у Алексия Радичевича и иеромонаха Исаии (Байковича), который постриг его монашество в Монастыре Враньини. В 1843 году митрополитом Петром (Петровичем-Негошем) был рукоположен в сан иеродиакона, а в 1847 году — в сан иеромонаха.
После смерти иеромонаха Исаии он был назначен настоятелем Ждебаонического монастыря, а в 1856 году приглашён в Цетинье «для изучения богословских предметов в цетинской семинарии». Спустя некоторое время иеромонах Иларион стал настоятелем Острожского монастыря.
Когда в 1860 году митрополит Никанор (Иванович) покинул кафедру, князь Никола 5 августа того же года назначил его митрополитом. Хиротонисан 23 мая 1863 года в Александро-Невской лавре.
Во время продолжительного управления Черногорской митрополией провёл реформы по урегулированию церковной жизни, расстроенной из-за многовековой борьбы Черногории за независимость. В 1866 годы ввёл на приходах метрические книги и обязал священников носить бороду. В том же году разделил епархию на «протопресвитераты» (аналог благочиний) сообразно численности населения. В 1867 годы по его инициативе церковно-государственная комиссия произвела оценку имущества храмов и монастырей в митрополии: часть владений была сдана в аренду, полученные средства направлены на ремонт храмов и выплату содержания причту, что улучшило материальное положение приходского духовенства. Во время своего архиерейского служения он освятил 45 новых храмов и рукоположил в священство 119 человек.
Скончался 15 января 1882 года в Цетине и похоронен в Валашский церкви.